# Œuvre de collaboration
Ne doit pas être confondu avec Œuvre collective.

La comtesse de Castiglione collaborant à son portrait shooté par Pierre-Louis Pierson, dans les années 1860.

Une œuvre de collaboration, en droit d'auteur français, est définie par les articles L. 113-2 alinéa 2 et L.113-3 du Code de la propriété intellectuelle comme celle « à la création de laquelle ont concouru plusieurs personnes physiques »
L’œuvre de collaboration est la propriété commune des coauteurs.
Les coauteurs doivent exercer leurs droits d'un commun accord.
En cas de désaccord, il appartient à la juridiction civile de statuer.
Lorsque la participation de chacun des coauteurs relève de genres différents, chacun peut, sauf convention contraire, exploiter séparément sa contribution personnelle, sans toutefois porter préjudice à l'exploitation de l’œuvre commune.
De bons exemples en sont : la base de données OpenStreetMap ou  les co-portraits photographiques réalisés par la comtesse de Castiglione avec le photographe-portraitiste Pierre-Louis Pierson : ou, plus récemment, tous les co-portraits réalisés par Jean-Louis Swiners.